# Callicarpa ampla
Callicarpa ampla, llamada también capá rosa, es una especie de la familia Lamiaceae. Se encuentra en  Puerto Rico y en la región del Caribe. En su hábitat está en peligro.

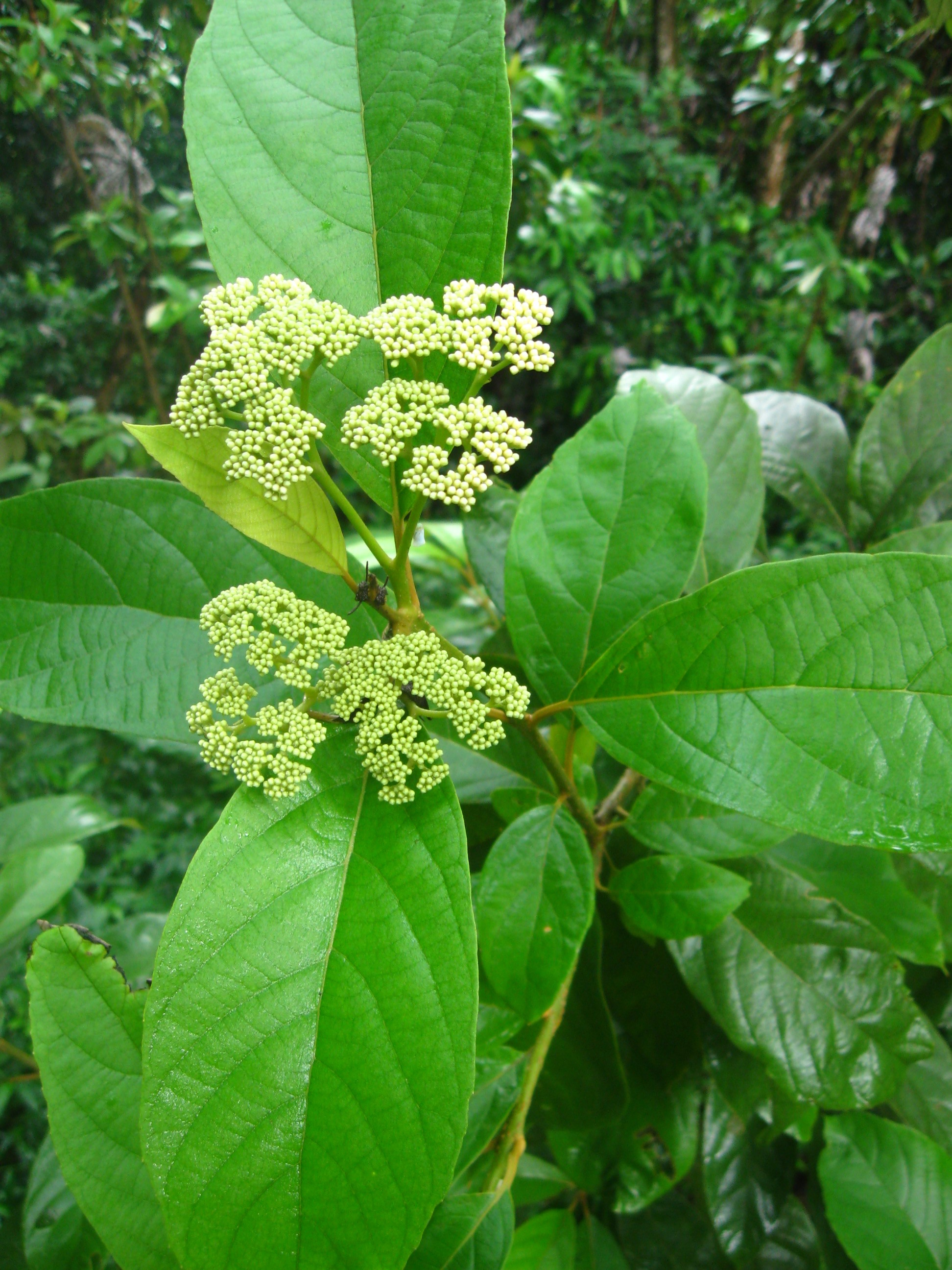
Vista de la planta

## Descripción
Arbusto o árbol pequeño de copa columnar de 6 a 15 m de altura con corteza marrón claro cubierta de una costra blanca en ramitas, envés de hojas y en ramas de racimos florales. Hojas opuestas, elípticas a oblongo-elípticas de 10-25 cm de largo, poco gruesas, de haz verde lustroso y envés con venas levantadas. Flores  en racimos grandes de tope chato con numerosas flores blancas diminutas de 3 mm, de 4 lóbulos. Fruto formado por numerosas drupas redondeadas de 6 mm, blancas tornándose rojas, rosa o púrpura pálido. Fructifica desde en el otoño.

## Distribución y hábitat
Endémico del Bosque Nacional  El Yunque en bosque del tipo Palo Colorado. Estimado en 30 individuos en varias poblaciones; Río Blanco (Naguabo), Mameyes II y Jiménez de Río Grande. Está amenazado por degradación de hábitat. Algunos ejemplares se 
encuentran en lugares empinados que podrían verse afectados por derrumbes.

## Taxonomía
Callicarpa ampla fue descrita por Johannes Conrad Schauer y publicado en Prodromus Systematis Naturalis Regni Vegetabilis 11: 642. 1847.